# Ливонский поход на Русь (1268—1269)
Ливонский поход на Русь (1268—1269) — военная кампания Ливонского ордена против Псковской Республики, организованная магистром Отто фон Лютербергом.

## Предшествующие события

### Битва при Раковоре
18 февраля 1268 года в землях Датской Эстонии состоялась Раковорская битва, в которой принимали участие сводное войско Псковского, Новгородского и Владимиро-Суздальского княжеств с одной стороны, Датское и войско Ливонского Ордена с другой. Оценка итогов этого масштабного средневекового сражения историками неоднозначна и противоречива. Несмотря на то, что русские князья понесли многочисленные людские потери, датско-ливонские войска были вынуждены бежать с поля битвы, преследуемые до самого Раковора. Но вследствие того, что ливонцам удалось разрушить новгородские осадные машины, для русских князей сделалась невозможной осада датских крепостей Раковора и Ревеля, являвшихся главной целью похода.

### Бой на Мироповне
Остатки соединений разрозненного ливонского войска, уцелевшие в Раковорском сражении, покинули территорию Датской Эстонии. Ища материального обогащения и мести за свои военные неудачи, среди которых была гибель главы Дерптской епархии, они подвергли нападению приграничные земли Псковского княжества, захватывая и разоряя окраинные селения. В ответ на это псковский князь Довмонт выступил в поход с малой дружиной из 60 человек на 5 лодках. 23 апреля 1268 года в бою на реке Мироповне дружина князя Довмонта победила и обратила в бегство ливонский отряд в 800 человек, после чего псковичи отправились в погоню добивать отступающих ливонцев. По поводу этой выдающейся победы князь Довмонт по возвращении в Псков основал храм в честь св. Георгия. Церковь была закрыта под военные склады при Петре I в начале XVIII века, а позднее утрачена.

## Организация похода
Во время событий, происходивших у Махольма, ливонский магистр Отто фон Лютерберг со своим войском воевал в другом месте, поэтому участия в Раковорском побоище не принимал. После возвращения орденских войск из-под Раковора Отто фон Лютерберг приступил к подготовке беспрецедентно большого военного похода на Русь, в котором, по сообщению Ливонской рифмованной хроники, приняло участие 180 братьев-рыцарей. Ливонский магистр собрал в орденских землях 18-тысячное войско, а также привлёк к участию в походе народное ополчение, набранное из покорённых племён латгалов, ливов и эстов. Ливонский поход на Русь был поддержан Данией, которая предоставила войско, сформированное в Датской Эстонии. Также Ливонская рифмованная хроника сообщает о том, что специально для участия в походе прибыло около 9000 «моряков», не уточняя их государственной и этнической принадлежности.

## Поход на Псков

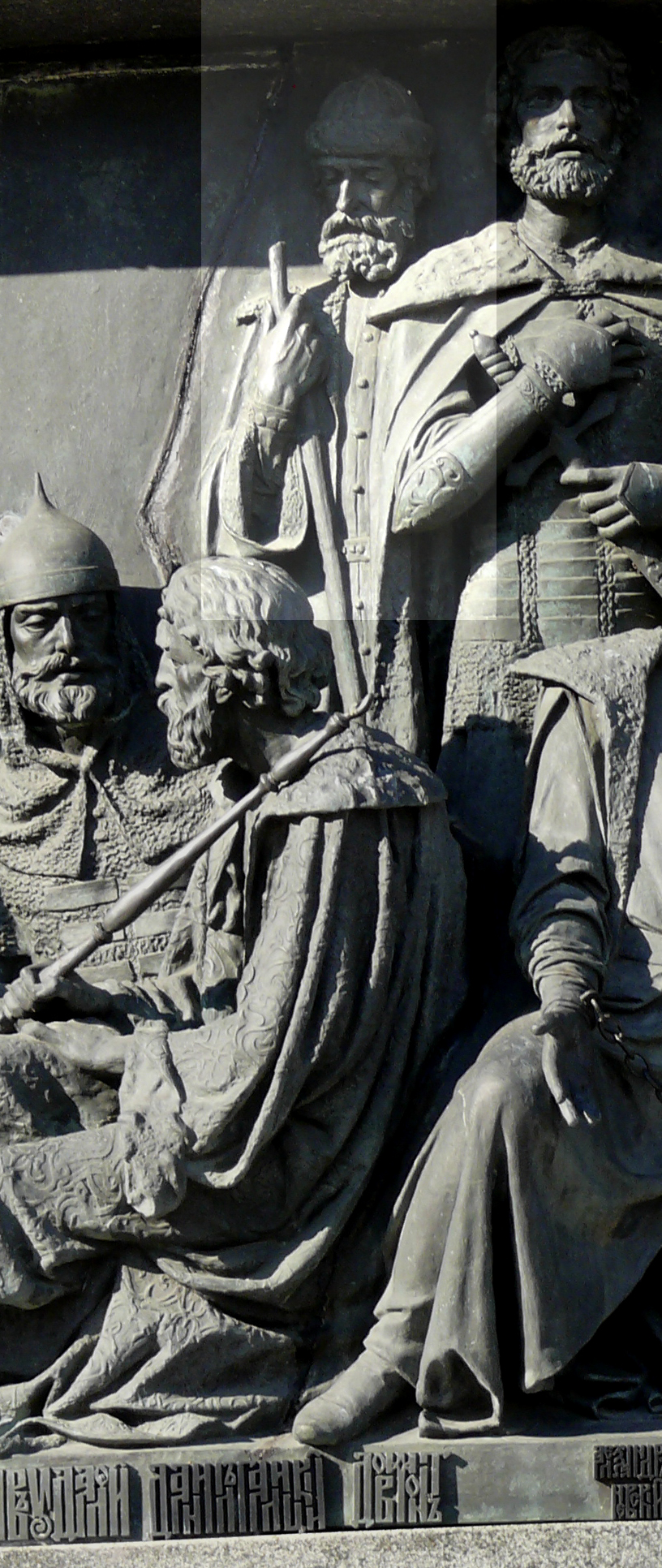
Князь Довмонт на памятнике «Тысячелетие России»

Войдя в землю Псковского княжества, датско-ливонское войско разделилось на несколько формирований. Многочисленные отряды были направлены на разграбление окрестных населённых пунктов, лежавших на пути следования основного войска. Известие о широком вторжении Ливонского ордена быстро распространилось по псковской земле, вследствие чего население спешно уходило в Псков или вглубь княжества. Продвигаясь к столице псковской земли, основные силы датско-ливонского войска под командованием магистра Ливонского ордена Отто фон Лютерберга вышли к Изборску, стоящему на пути в Псков. Изборск не смог оказать серьёзного сопротивления и был захвачен крестоносцами, которые его разграбили и сожгли.
После взятия Изборска датско-ливонская армия подошла ко Пскову и осадила город. У псковичей, заранее знавших о подавляющем численном превосходстве крестоносцев, не было возможности собрать крупное войско для полевого сражения. Горожане сами сожгли псковский посад и затворились в крепости, отправив в Новгород гонцов с просьбой о помощи. В то же время, при всей многочисленности объединённых ливонских и датских войск, осадивших Псков, они не были подготовлены к штурму псковских укреплений.
8 июня 1268 года псковские защитники под руководством князя Довмонта совершили вылазку за стены крепости и напали на осадившее город войско.
В итоге 10-дневная осада закончилась отступлением рыцарей при приближении новгородского войска во главе с князем Юрием и заключением мира «на всей воле новгородской».

## Отражение в культуре
Помощь, о которой я говорил,
Была из Новгорода послана,
Чтобы помочь им крепость отстоять
От незваных гостей.
Среди них было много отчаянных людей,
Об этом я больше говорить не хочу.
Погода была сырая и холодная,
Из-за этого штурм не начали.
Ну, на совете с войском решили,
Что на кораблях многие воины уплывут.
Войско братьев через реку переправилось,
Чему все русские рады были.Ливонская рифмованная хроника